# Лазура
Лазура је сликарска техника којом се разријеђена, прозирна и посебно припремљена боја наноси у слојевима на осушену слику с циљем да се добије коначни жељени резултат. Техника је позната још од давнина, али је постала нарочито популарна у уљаном сликарству у доба ренесансе, крајем 15. вијека. Леонардо је био један од првих умјетника ренесансе који се њоме обилато користио за своју технику сфумата. Касније су је до савршенства развили Венецијанци, међу којима се посебно истичу Тицијан и Паоло Веронезе. 